# هینوئماتا، فوکوشیما
هینوئماتا، فوکوشیما (به لاتین: Hinoemata, Fukushima) یک منطقهٔ مسکونی در ژاپن است که در استان فوکوشیما واقع شده‌است. هینوئماتا ۳۹۰٫۵۰ کیلومتر مربع مساحت و ۶۱۶ نفر جمعیت دارد.